# Kolförbränning
Kolförbränning är en fusionsprocess där 2 kolatomer slås samman och bildar tyngre ämnen såsom neon och natrium och mindre mängder magnesium och syre. Fusionsprocessen förekommer endast i stjärnor > 4,5 M☉ och är den fusionsprocess som får stjärnan att gå från att vara en röd jätte med heliumförbränning till att bli en röd superjätte. För att kolförbränningen ska starta i en stjärna så krävs temperaturer på minst 810 miljoner K i dess kärna.

## Kärnreaktioner
Två kolatomer fusionerar till en neonatom samt en heliumatom.

12C + 12C → 20Ne + 4He + 4,62 MeV

Två kolatomer fusionerar till en natriumatom samt en väteatom.

12C + 12C → 23Na + 1H + 2,24 MeV

Två kolatomer fusionerar till en magnesiumatom. Vid sammansmältningen avges en stor mängd energi.

12C + 12C → 24Mg + γ + 13,93 MeV

Två kolatomer fusionerar till en magnesium-23 samt fri neutron. För att fusionen ska kunna äga rum så måste energi tillföras. Fusionsprocessens värmebehov gör att den förekommer i mindre utsträckning.

12C + 12C + γ + 2,61 MeV → 23Mg + n

Två kolatomer fusionerar till en syreatom samt två heliumatomer. För att fusionen ska kunna äga rum så måste energi tillföras. Fusionsprocessens värmebehov gör att den förekommer i mindre utsträckning.

12C + 12C + γ + 2,61 MeV → 16O + 4He + 4He

En intressant aspekt med kolförbränningen är att den största delen av energin inte avges som fotoner som i tidigare fusionsprocesser, utan som neutriner. Det gör att stjärnans förbränningshastighet ökar markant eftersom strålningstrycket, som förhindrar stjärnans kollaps, inte ökar i samma takt som förbränningen. Stjärnans kolkärna förbränns snabbt och redan efter 2 000 år är temperaturen i kärnan hög nog för att neonförbränning ska starta om stjärnan är tung nog.